# Helena Buchwald
Helena Buchwald (* 15. Juni 2005) ist eine deutsche Tennisspielerin.

## Karriere
Buchwald begann mit sechs Jahren das Tennisspielen und spielt bislang vor allem nationale Ranglistenturniere und Turniere auf der ITF Women’s World Tennis Tour.
In ihrer Jugend war sie Deutsche Vizemeisterin U18 und Deutsche Meisterin Doppel U13 und U18.
2022 qualifizierte sie sich Mitte August beim mit 25.000 US-Dollar dotierten Leipzig Open für das Hauptfeld im Dameneinzel, wo sie mit einem 6:2 und 6:0 Sieg über Caterina Odorizzi in die zweite Runde einzog, dort aber gegen Nina Potočnik mit 0:6 und 4:6 verlor. Im Doppel scheiterte sie mit Partnerin Luca Sophie Bohlen bereits in der ersten Runde mit 2:6 und 3:6 an Katharina Hering und Anne Schäfer. Ende August qualifizierte sie sich bei den ebenfalls mit 25.000 US-Dollar dotierten BTHC Women’s Open abermals für das Hauptfeld im Dameneinzel, verlor dort jedoch bereits in der ersten Runde mit 1:6 und 1:6 gegen Brenda Fruhvirtová. Anfang Dezember verlor sie in der ersten Runde der Nationalen Deutschen Hallen-Tennismeisterschaften 2022 mit 4:6 und 4:6 gegen Carolina Kuhl.
2024 konnte sie sich bei den mit 25.000 US-Dollar dotierten Leipzig Open für das Hauptfeld im Dameneinzel qualifizieren. Sie erreichte mit Siegen über Rinon Okuwaki und Lola Giza das Viertelfinale, wo sie dann gegen Alexandra Vecic verlor.
Buchwald spielte 2021 und 2022 in der 2. Tennis-Bundesliga für den Tennis-Club SCC Berlin.

### College Tennis
Seit 2024 spielt Buchwald für das Damentennisteam der Gamecocks der University of South Carolina.